# Animal terrestre

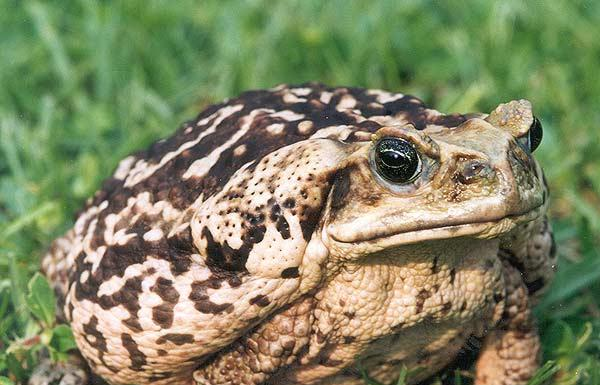
El sapo de caña es grande y terrestre, mide en promedio de 10 a 15 cm

Los animales terrestres son animales que viven predominante o totalmente en la tierra, a diferencia de los animales acuáticos, que viven predominante o totalmente en el agua o los anfibios, que dependen de la combinación de hábitats terrestres y acuáticos.

## Clases terrestres
El término terrestre se suele aplicar a especies que viven primariamente en el suelo, a diferencia de las especies arborícolas, que viven principalmente en los árboles.
Existen otros términos menos comunes que se aplican a grupos específicos de animales terrestres:
- Los saxícolas o rupícolas son animales que viven en las rocas. La palabra saxícola deriva del latín Saxum que significa «roca».
- Los arenícolas viven en la arena.
- Los troglobitas, hipogeos o troglobiontes viven predominantemente en cuevas.

## Taxonomía
La invasión terrestre es uno de los más importantes eventos en la historia de la vida. Se desarrollaron linajes terrestres de varios filos de animales, y entre ellos, los vertebrados, artrópodos y moluscos representan los grupos más exitosos de animales terrestres.
Los animales terrestres no forman un clado unificado, sino que comparten únicamente el hecho de vivir en la tierra. La transición de un medio acuático a uno terrestre ha evolucionado de forma independiente y con éxito muchas veces en varios grupos de animales. Muchos de los linajes terrestres se originaron en un clima tropical o suave durante el Paleozoico y el Mesozoico, sin embargo pocos animales se hicieron completamente terrestres durante el Cenozoico.
Excluyendo a los parásitos internos, las especies que viven en entornos terrestres están representadas por los siguientes diez filos: platelmintos, nemertinos, nematodos, rotíferos, tardígrados (osos de agua), onicóforos, artrópodos, moluscos (gasterópodos: caracoles terrestres y babosas), anélidos y cordados (tetrápodos). Los nematodos, tardígrados y rotíferos son animales microscópicos que requieren una película de agua para vivir, por lo que no se consideran completamente terrestres. Los platelmintos, nemertinos, onicóforos y anélidos dependen de hábitats más o menos húmedos, al igual que los artrópodos ciempiés y milpiés. Los tres filos restantes —artrópodos, moluscos y cordados— contienen especies que se han adaptado totalmente a entornos terrestres secos, y especies que no tienen fase acuática en su ciclo vital.

### Dificultades para la clasificación

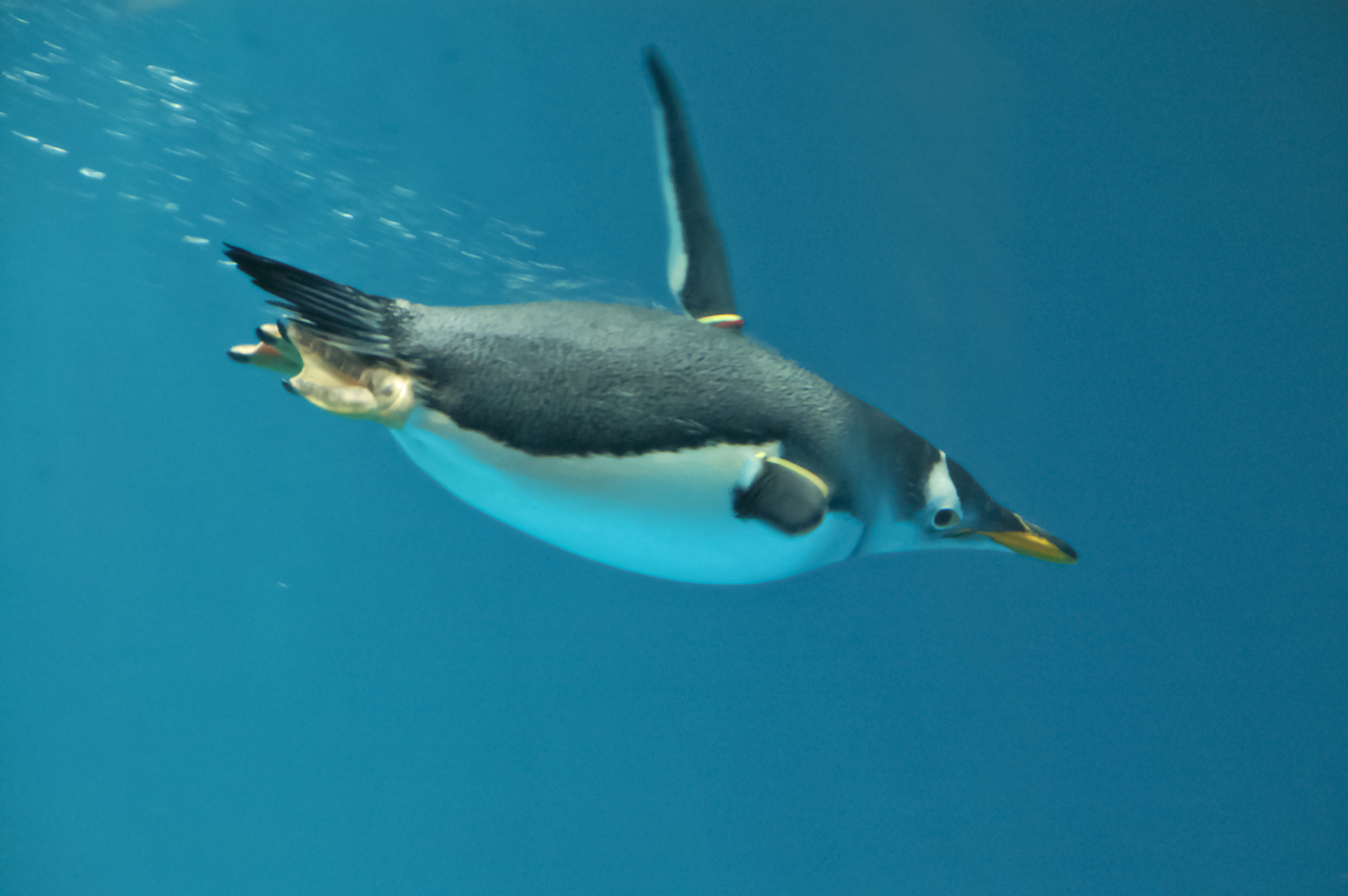
Algunos animales no pueden clasificarse de forma estricta como terrestres o acuáticos, sino que se mantienen en una situación ambivalente: por ejemplo, los pingüinos pasan buena parte del tiempo en el agua.

La clasificación de una especie animal como «terrestre» o «acuática» es a menudo difícil, y se convierte en una cuestión de juicio. Muchos animales considerados terrestres tienen un ciclo vital que se desarrolla en parte dentro del agua. Pingüinos, focas y morsas duermen en tierra y se alimentan en el mar, pero están considerados animales terrestres. Muchos insectos, como el mosquito, y todos los cangrejos terrestres, entre otros clados, tienen una fase acuática en su ciclo vital: sus huevos tienen que ponerse y abrirse en el agua. Tras la eclosión hay una primera fase acuática ya sea como ninfa o como larva.
Hay especies de cangrejos que son completamente acuáticas, otras que son anfibias y otras terrestres. El cangrejo violinista se denomina «semiterrestre» porque hace agujeros en el sustrato lodoso, en los que se refugia durante las mareas altas. Cuando baja la marea, el cangrejo violinista busca alimento en la playa. Lo mismo se aplica a los moluscos: cientos de géneros y especies de gasterópodos viven en situaciones intermedias, como por ejemplo los del género Truncatella. Algunos gasterópodos con branquias viven en tierra, mientras que otros con pulmones viven en el agua.
Además de los animales totalmente terrestres y totalmente acuáticos, hay muchas especies que rozan la frontera entre ambas clasificaciones. No existe un criterio universalmente aceptado para etiquetar estas especies, por lo que algunas designaciones han dado lugar a discrepancias.

## Terrestralización
Las evidencias fósiles muestran que ciertas criaturas marítimas, relacionadas con los artrópodos, comenzaron a realizar incursiones en tierra hace unos 530 millones de años, aunque no hay razones para creer que la vida animal en la tierra comenzara en ese mismo periodo. Una hipótesis más probable apunta a que la motivación de estos primitivos artrópodos para aventurarse en la tierra seca fue el apareamiento (como hacen los actuales cangrejos de herradura) o la de poner sus huevos fuera del alcance de los predadores. La evidencia sugiere que al pasar el tiempo, hace unos 375 millones de años, los peces óseos mejor adaptados a la vida en aguas poco profundas costeras o pantanosas eran mucho más viables como anfibios que sus predecesores artrópodos. Gracias a sus miembros musculosos y relativamente fuertes (capaces de soportar peso, y por tanto más apropiados que las aletas en aguas de muy superficiales) y a los pulmones que existían en combinación con las branquias, estos animales pudieron establecer una fuerte posición en tierra a finales del periodo Devónico. Por tanto, son probablemente los ancestros comunes más recientes de todos los tretrapodos modernos.

## Gasterópodos terrestres
Los moluscos gasterópodos son uno de los grupos más exitosos que se ha diversificado en un hábitat completamente terrestre. Han evolucionado taxones terrestres en más de nueve linajes. Normalmente se les conoce como caracoles y babosas.
La invasión de la tierra por los moluscos gasterópodos se produjo en las familias Neritopsina, Cyclophoroidea, Littorinimorpha, Rissooidea, Ellobioidea, Onchidioidea, Rathouisioidea, Succineoidea y Stylommatophora, y concretamente las Neritopsina, Rissooidea y Ellobioidea han conseguido una invasión terrestre más de una vez.
La mayoría de las terrestrializaciones se produjeron en el Paleozoico o el Mesozoico. Los gasterópodos son un caso único, ya que desarrollaron varios linajes completamente terrestres y epifáunicos que evolucionaron durante el Cenozoico. Se considera que algunos miembros de las familias Truncatellidae, Assimineidae y Pomatiopsidae colonizaron la tierra durante el Cenozoico. La mayoría de los caracoles truncatélidos y assimineidos vivieron como anfibios en zonas intermareales y supramareales de agua salobre. Los linajes terrestres evolucionaron probablemente de estos ancestros. La familia Pomatiopsidae de gasterópodos risooideos es uno de los pocos grupos que han evolucionado taxones totalmente terrestres a finales del Cenozoico solamente en el archipiélago japonés.
Cerca de un tercio de las especies de gasterópodos es terrestre. En hábitats terrestres están sujetos a variaciones diarias y estacionales de temperatura y de disponibilidad de agua. Su éxito a la hora de colonizar distintos hábitats se debe a las adaptaciones fisiológicas, morfológicas y conductuales a esta disponibilidad de agua, y a su equilibrio iónico y termal. De esta forma se han adaptado a la mayor parte de los hábitats de la Tierra. La concha de un caracol está formada de carbonato cálcico, pero incluso en suelos ácidos pueden encontrarse especies de babosas. Curiosamente, también hay caracoles en el desierto, donde deben enfrentarse al calor y la aridez.